# الشاشة المركبة
الشاشة المركَّبة أو شاشة الفيديو المركبة هي أي شاشة عرض فيديو تمثيلية تستقبل مدخلات في شكل إشارة فيديو مركب تناظرية إلى مواصفات محددة. تقوم إشارة الفيديو المركبة بترميز جميع المعلومات الموجودة على موصل واحد ؛ يحتوي الكبل المركب على موصل حي واحد بالإضافة إلى الأرض. تشتمل المعدات الأخرى المزودة بوظيفة العرض على شاشات ذات واجهات وموصلات أكثر تقدمًا تعطي صورة أفضل ، بما في ذلك التناظرية VGA وDVI الرقمي و HDMI وDisplayPort ؛ وأجهزة استقبال التلفزيون (TV) المستقلة ، وتستقبل وتعرض بث الفيديو RF المتلقى مع موالف داخلي. تُستخدم شاشات الفيديو لعرض إخراج الكمبيوتر ، والدائرة التلفزيونية المغلقة (مثل كاميرات المراقبة) والتطبيقات الأخرى التي تتطلب صورة ثنائية الأبعاد أحادية اللون أو ملونة.

## المدخلات
عادة ما تستخدم الشاشات المركبة مقابس RCA أو موصلات BNC لإدخال الفيديو. غالبًا ما تستخدم المعدات السابقة (السبعينيات) موصلات UHF . عادةً ما تعطي الشاشات المركبة البسيطة صورة أدنى من الواجهات الأخرى.

## الابتكارات المبكرة لتلك التكنولوجيا
في الأصل ، تم استخدام هذه الشاشات للاستوديوهات التجارية. شاهد الفيديو المركب لأول مرة الاستخدام المنزلي لدبلجة الأشرطة على أجهزة الفيديو . أجهزة الكمبيوتر القديمة ، التجارية والهواة ، تستخدم في الغالب الطابعات عن بعد للإخراج ؛ قد تعرض النماذج المنزلية البسيطة ببساطة مجموعة من الأضواء ليتم تفسيرها على أنها معلومات ثنائية. في وقت لاحق ولد مفهوم الآلة الكاتبة التلفزيونية ، بشكل فعال شاشة الفيديو المستخدمة للمعلومات الرقمية ؛ تم تنفيذ ذلك كشاشات مخصصة وكواجهات لأجهزة استقبال التلفزيون الموجودة في العديد من المنازل. تضم العديد من أجهزة الكمبيوتر شاشة عرض. منذ أواخر سبعينيات القرن الماضي ، دخلت الشاشات المركبة المستقلة حيز الاستخدام ، بما في ذلك أجهزة Apple II ،  Commodore VIC 20/64/128 ، Atari ، كمبيوتر IBM الشخصي ببطاقة CGA ،  بعض أجهزة الكمبيوتر المتوافقة معها ، Hewlett- سلسلة باكارد 200 ،  وأجهزة كمبيوتر أخرى للمنزل والأعمال في الثمانينيات. تحتوي أجهزة الكمبيوتر هذه على مخرجات فيديو مركبة ، وأحيانًا تكون الشاشات المركبة مجمعة مع الأنظمة. قامت بعض شركات الكمبيوتر ببيع شاشاتها المركبة بشكل منفصل لاستخدامها مع أجهزة الكمبيوتر الخاصة بها.

### وحدات تحكم الألعاب والفيديو المركبة
خلال نفس الفترة الزمنية ، اختارت وحدات التحكم في الألعاب المنزلية التمسك بتعديل التردد اللاسلكي نظرًا لأن العديد من الأشخاص لديهم أجهزة تلفزيون ملونة بدون مدخلات فيديو مركبة. ومع ذلك ، في عام 1985 ، تم إصدار NES وكانت أول وحدة تحكم في الألعاب تتميز بمخرجات مركبة مباشرة. على الرغم من أن NES المعاد تصميمها ( NES 2 ) تفتقر إلى هذه المخرجات ، إلا أن Super NES وجميع وحدات التحكم تقريبًا التي تم تصنيعها منذ ذلك الحين قد تضمنت النواتج المركبة المباشرة. من أنظمة الجيل الخامس (مثل Sony PlayStation وNintendo 64 ) وما بعده ، استخدمت العديد من وحدات التحكم هذه المخرجات كوسيلة أساسية للاتصال بالتلفزيون ، مما يتطلب محولًا منفصلاً للاستخدام على أجهزة التلفزيون التي تفتقر إلى المدخلات المركبة. اعتبارًا من اليوم ، لا يزال بعض الأشخاص يستخدمون الشاشات المركبة المستقلة لبعض الأغراض ،  بما في ذلك وحدات التحكم في الألعاب الحديثة حتى مع ظهور أجهزة التلفزيون المزودة بالموالف والمدخلات المركبة معًا.

## إدخال مركب إلى جهاز غير مركب
عندما لا تتوفر شاشة مركبة ، يمكن للجهاز الذي يتطلب استخدام مُعدِّل RF لتشفير الإخراج المركب على إشارة RF التي يمكن استقبالها بواسطة تلفزيون تناظري ، وهو متاح في العديد من المنازل حتى التبديل الرقمي .

## الاستخدام التجاري للشاشات المركبة
- تستخدم استوديوهات التليفزيون شاشات فيديو مركبة قائمة بذاتها للتحقق من جودة الصورة الناتجة والحكم عليها. هذه عادةً ما تكون شاشات بث احترافية متطورة تُستخدم لعرض مخرجات كاميرات الفيديو الاحترافية ومسجلات شريط الفيديو ومولدات الأحرف وخطوط الاتصال عن بُعد و DDRs . يمكن استخدامها أيضًا عند اختبار أجهزة فيديو جديدة. لا تحتوي معظم الشاشات التجارية المركبة على دعم صوتي أو مكبرات صوت ، حيث تتم معالجة نظام الصوت من خلال معدات صوتية عالية الجودة.
- تُستخدم الشاشات المركبة المستقلة بشكل شائع في الدوائر التلفزيونية المغلقة والمراقبة بالفيديو.

## السمات المشتركة
- ستريوفوني
- موالف التلفزيون
- مدخلات AV الأمامية
- مدخلاتإس فيديو
- ترجمة نصية

## معايير الفيديو الأخرى
تشمل معايير الفيديو الأخرى
- فيديو RGB- ثلاث إشارات: أحمر، أخضر وأزرق، مع معلومات التزامن، على ثلاثة أسلاك من حاسوب أو مصدر آخر
- فيديو مكوِن، 3 إشارات مثل YUV أو Y ، BY ، RY
- S-Video ، إشارتان، تحتويان على معلومات السطوع (النصوع) في أحد الكابلات ومعلومات اللون (التلون) في كابل آخر. تدعم معظم الشاشات المزودة بمدخلات S-Video أيضًا المدخلات المركبة.
- العديد من معايير الفيديو الرقمي، بما في ذلك DVI و HDMI
- VGA ، معيار تمثيلي يستخدم لعرض الإشارات الرقمية

تدعم الشاشات أحيانًا عدة معايير. قد يتطلب عدم وجود مدخلات فيديو معينة شراء محولات إشارة لإعادة استخدام الإلكترونيات غير المتوافقة.